# Červenokostelecká pahorkatina
Červenokostelecká pahorkatina je geomorfologický podcelek Náchodské vrchoviny. Jejím nejvyšším vrcholem je Končinský kopec (530 m n. m.).

## Popis
Červenokostelecká pahorkatina je vrchovina mezi městy Červený Kostelec, Rtyně v Podkrkonoší, Hronov a Náchod. Je ohraničena na východě strmými svahy nad údolím řeky Metuje v Hronovské kotlině, na severu údolím Zbečnického potoka a přes sedlo údolím až ke Rtyni v Podkrkonoší podél hronovsko-poříčského zlomu, kde sousedí s Rtyňskou brázdou (Trutnovská pahorkatina, součást Krkonošského podhůří). Odtud se táhne podél různých geomorfologických podcelků Kocléřovského hřbetu (součást Zvičinsko-kocléřovského hřbetu Krkonošského podhůří) přes město Červený Kostelec údolím rybníka Špinka podél Liščího hřbetu (součást Kocbeřského hřbetu) pod západními svahy Žernovské pahorkatiny vč. jejího Trubějovského hřbetu, až do Náchoda, kde končí vrchem, na němž stojí náchodský zámek. Hronovsko-poříčský zlom má hloubku posuvu vrstev až 1000 metrů a bývají na něm často slabá zemětřesení: nejsilnější bylo v r. 1901, a to 4,7–5 stupňů Richterovy škály.
Příkop na místě hronovsko-poříčského zlomu odděluje pahorkatinu od Jestřebích hor. Svahy pahorkatiny na jihu spadají do údolí potoka Radechovka. Vedle Končinského kopce dosahují nadmořské výšky nad 500 m n. m. ještě vrchy Signál (505 m n. m.) a Na vrších (501 m n. m.), oba mezi obcemi Slavíkov a Pavlišov. Výraznější vyvýšeninou je také Hájek (497 m n. m.) Střední část pahorkatiny vytváří mírně zvlněnou krajinu, která se zvedá v průměru o 150 metrů nad Hronovskou kotlinu. Od Hronova do Náchoda vybíhají k údolí Metuje většinou zalesněné výběžky, z nichž prvním na severu je Chlomek (na něm leží lokalita Na chlomku), dále směrem k jihu Hronovská, Slavíkovská, Drážní, Pustina, Březová, Chocholka, Peněžitá, Nad Silnicí, Vrchová, Březiny a Kašparák. V údolích většiny z nich tečou drobné potoky, z nichž některé nepodléhají centrální evidenci vodních toků (nemají identifikační číslo).
Od východu na západ údolími Zbečnického potoka a Radechovky lze vystoupat na vrchol této zvlněné krajiny.
Na pahorkatině leží obce Pavlišov (místní část Náchoda), Slavíkov (část Horní Radechové), Babí (část Náchoda), Studénka (osada Zbečníka a s ním část Hronova), Kostelecké končiny (část Zábrodí) a vlastní Zábrodí, Horní Kostelec (část Červeného Kostelce) a část Horní Radechové s usedlostmi Fortnou a Hájkem. Severojižním směrem byla vybudována mezi Bělovsem a Zbečníkem při východním okraji pahorkatiny lehká a těžká předválečná betonová opevnění. Na vrchu Signál je rozhledna, z níž je výhled na hřebeny Orlických hor, Stolové hory, Broumovské stěny, Soví hory, Ostaš, Adršpašsko-teplické skály, Jestřebí hory, Krkonoše a další přilehlé a mezilehlé vrchoviny.
Území je odvodňováno na severu Zbečnickým potokem vč. Stříbrného potoka do Metuje, na západě Olešnicí a jejím přítokem Špinkou (s rybníky Čermákem, Brodským a Špinkou) do Úpy a na jihu Radechovkou směrem k Náchodu a do Metuje; ze strmých východních břehů pak několika drobnými potoky, vlévajícími se přímo do Metuje.

## Turistické trasy
Červenokosteleckou pahorkatinou vedou tyto turistické značky:
- – červená po severojižním hřbetu nad údolím Metuje, tzv. Jiráskova cesta z Hronova do Náchoda kolem rozhledny na Signálu 501 m n. m.
- – zelená (nově na mapy.cz pojmenována jako Svatojakubská cesta) po západovýchodním hřbetu na údolím Zbečnického potoka z Hronova do Červeného Kostelce přes Hájek a kolem vrcholu Končinského kopce
- – zelená z Horní Radechové spolu se žlutou, od níž se odděluje na Hadí hoře směrem na Horní Rybníky a pod Bukovou horou kříží červenou značku Cesty Boženy Němcové z Červeného Kostelce do Náchoda
- – žlutá z Velkého Poříčí kolem Signálu (kde se kříží s červenou) přes Horní Radechovou a Kozákův kopec (469 m n. m.) na hráz rybníka Špinka

## Seznam vrcholů
| Aktuální název        | Nadmořská výška |
| Končinský kopec       | 530             |
| Signál                | 505             |
| Na vrších             | 501             |
| Hájek                 | 497             |
| Kozákův kopec         | 469             |
| Varta                 | 466             |
| Chocholka*            | 460             |
| Červený kopec         | 457             |
| Homolka               | 444             |
| Na rovinách           | 431             |
| Na čapovské           | 430             |
| Kostná hora           | 424             |
| Hronovská (Chloumek*) | 421             |
| Chocholouš*           | 402             |

Pozn.:
- Byly zohledněny případné rozdíly mezi zdroji mapy.cz a geoportal.cuzk.cz (mapa 1:10 000) ve prospěch geoportal.cuzk.cz.
- Hvězdičkou jsou označeny názvy, které zavedla regionální mapa Kladské pomezí – sever 1:30 000,[3] přičemž Chocholka je identifikovatelná s kótou 459 m n. m. (50.4578353N, 16.1785892E) na lokalitě Chocholka (mapa CUZK), jež tvoří zalesněný výběžek kóty Na vrších nad údolím Metuje, Chloumek pak nejvyšší bod stráně Hronovská (přičemž jde o název místně neznámý a navíc hřbet a komunikace s podobným názvem Na Chlomku se nacházejí od něho na sever za údolím Stříbrného potoka a vrcholí na západě kótou 419 m n. m. mezi údolími Zbečnického a Stříbrného potoka), zatím co Chocholouš (přestože má oporu v místním názvu ulice a teritoria Na Chocholouši) neodpovídá žádné oficiální kótě a jeho umístění by mohla odpovídat malá terénní vyvýšenina ohraničená vrstevnicí 400 m n. m. na podkladech CUZK na východním výběžku stráně Slavíkovská nad údolím Bosny a zalesněnou lokalitou nazývanou místními obyvateli V břízkách resp. Písník.

## Galerie

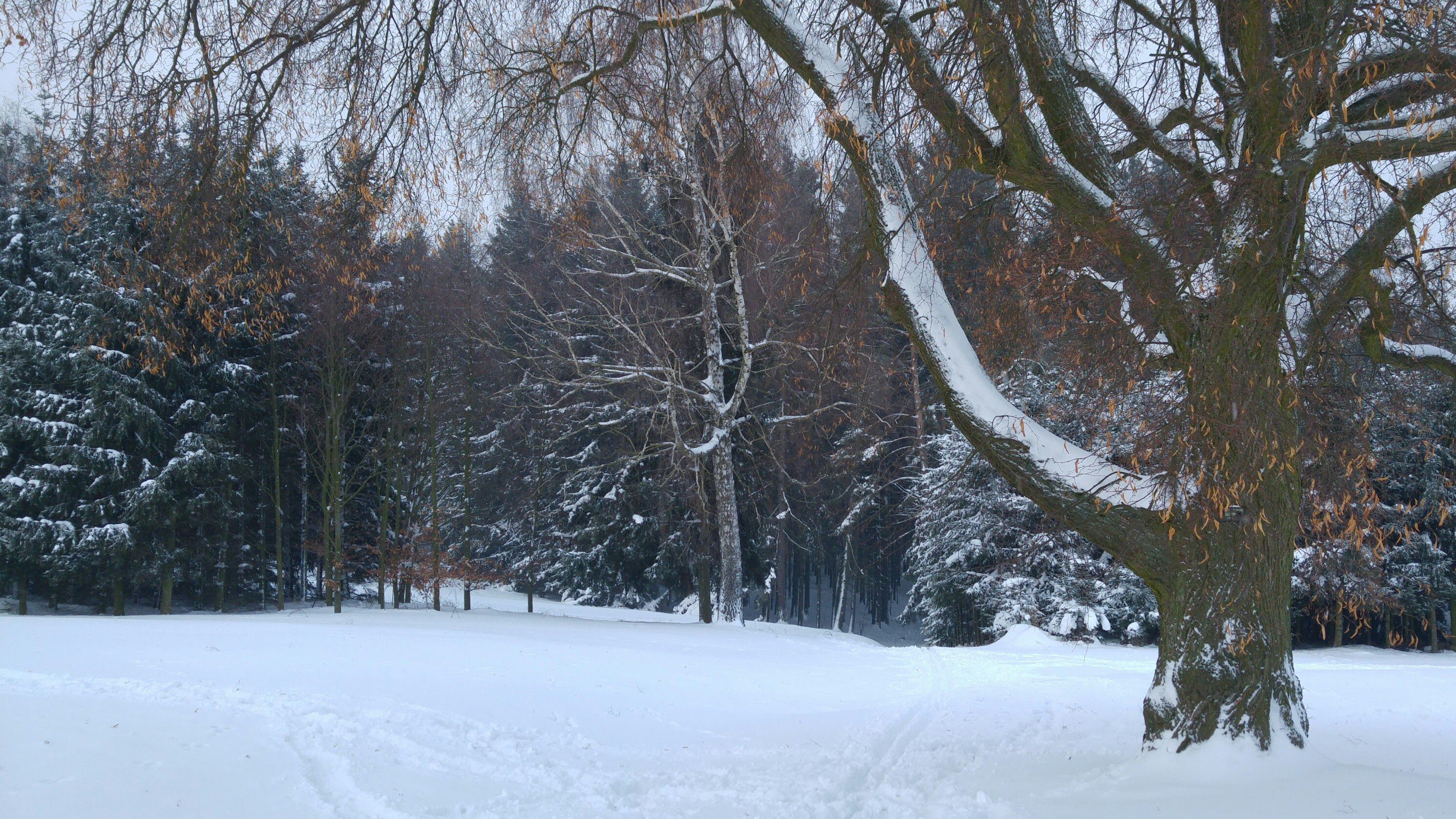
Vstup do lesa pod Končinským kopcem cestou k Hronovu
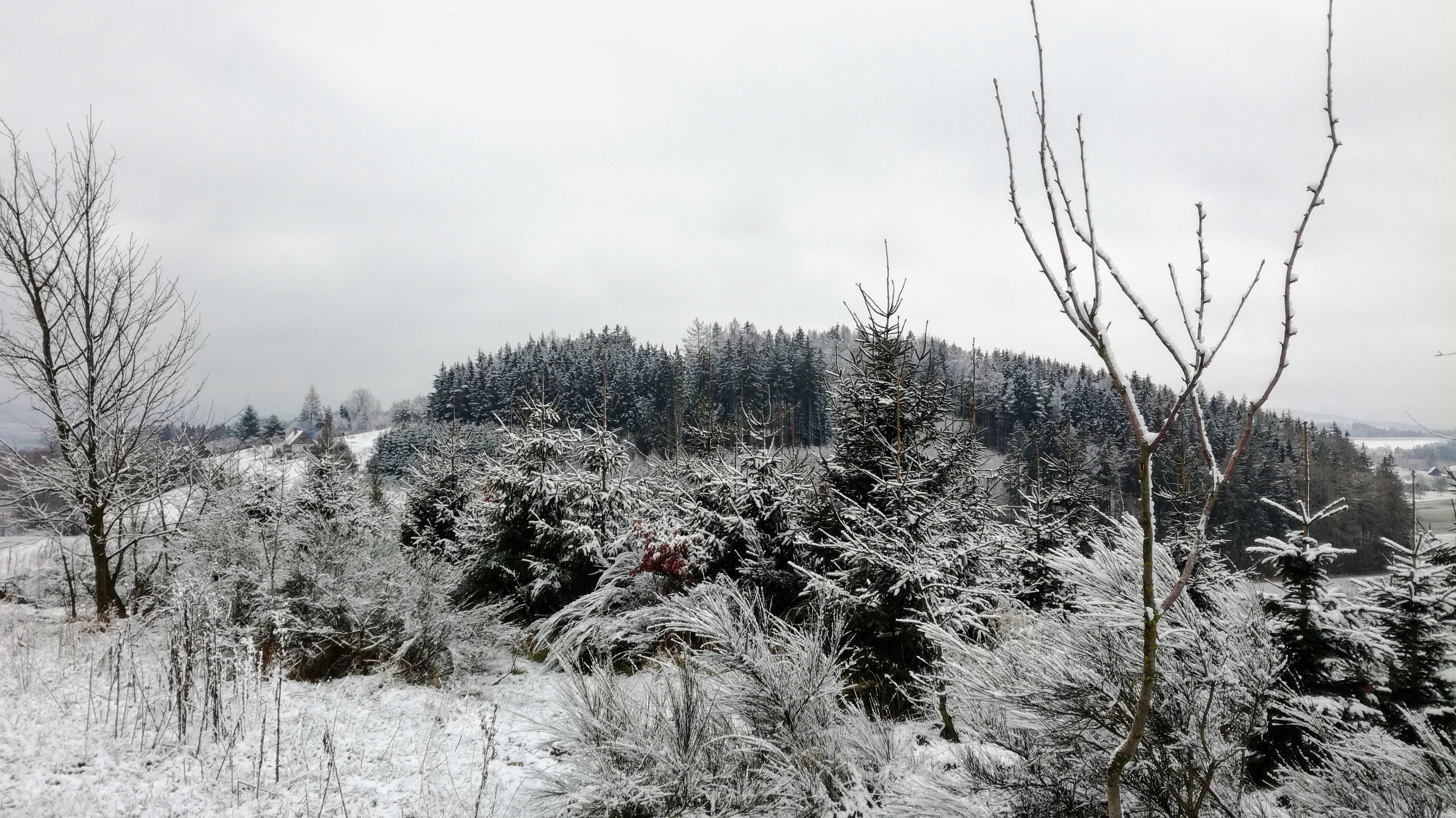
Hájek 497 m n. m.
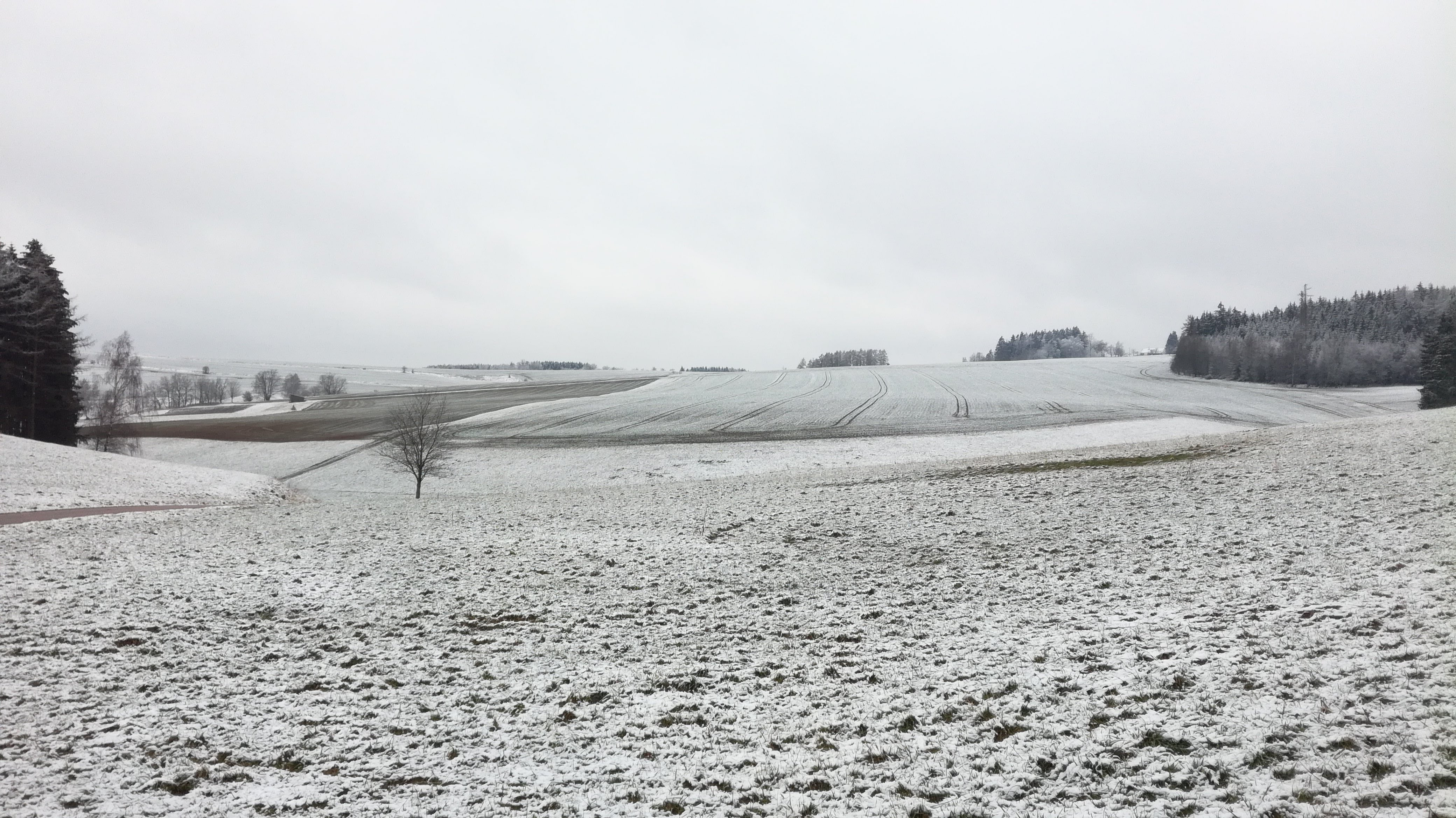
Pohled od Hájku ke Končinám
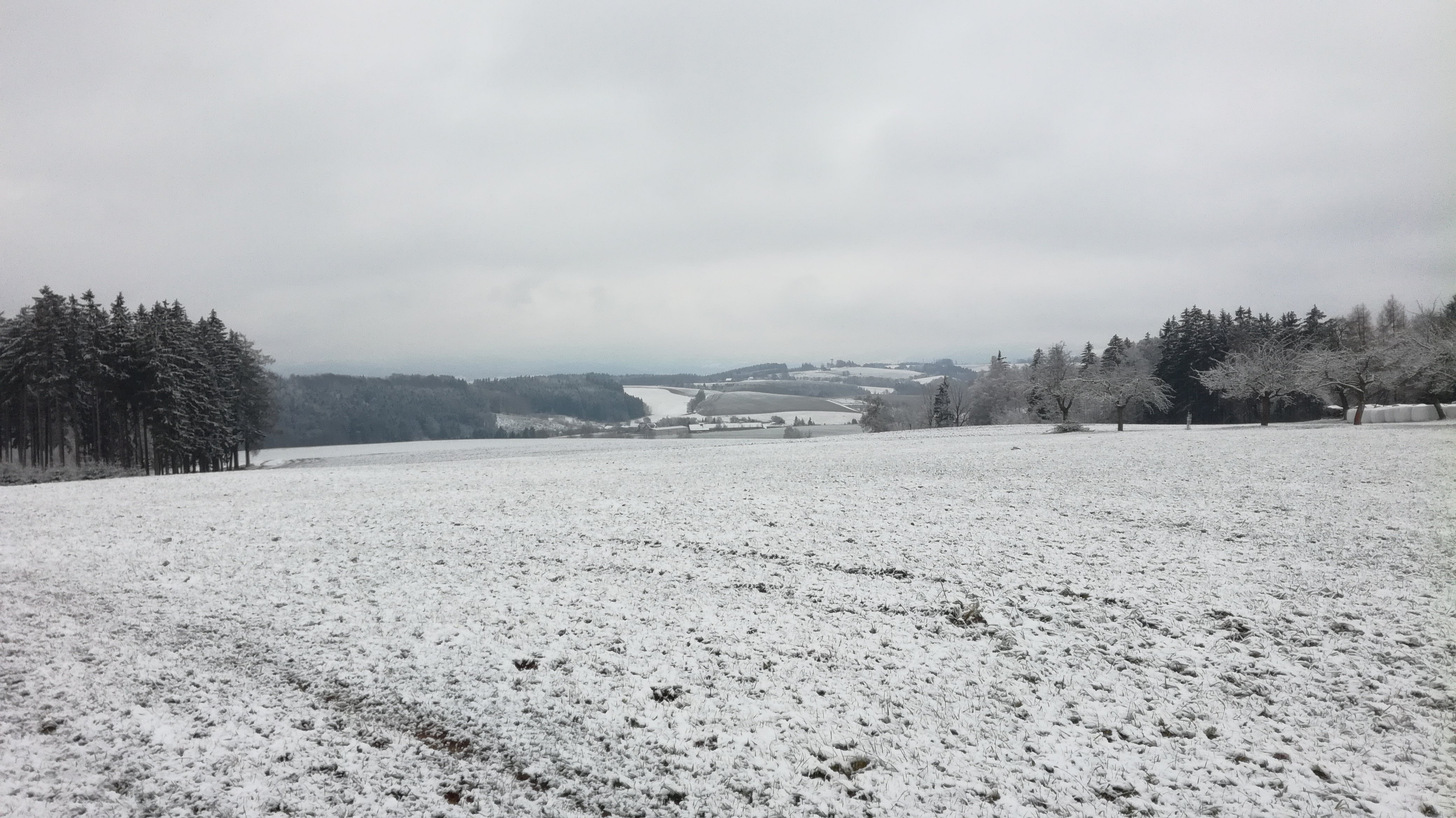
Pohled z Končinského kopce na severojižní hřbet s rozhlednou na Signálu 501 m n. m.
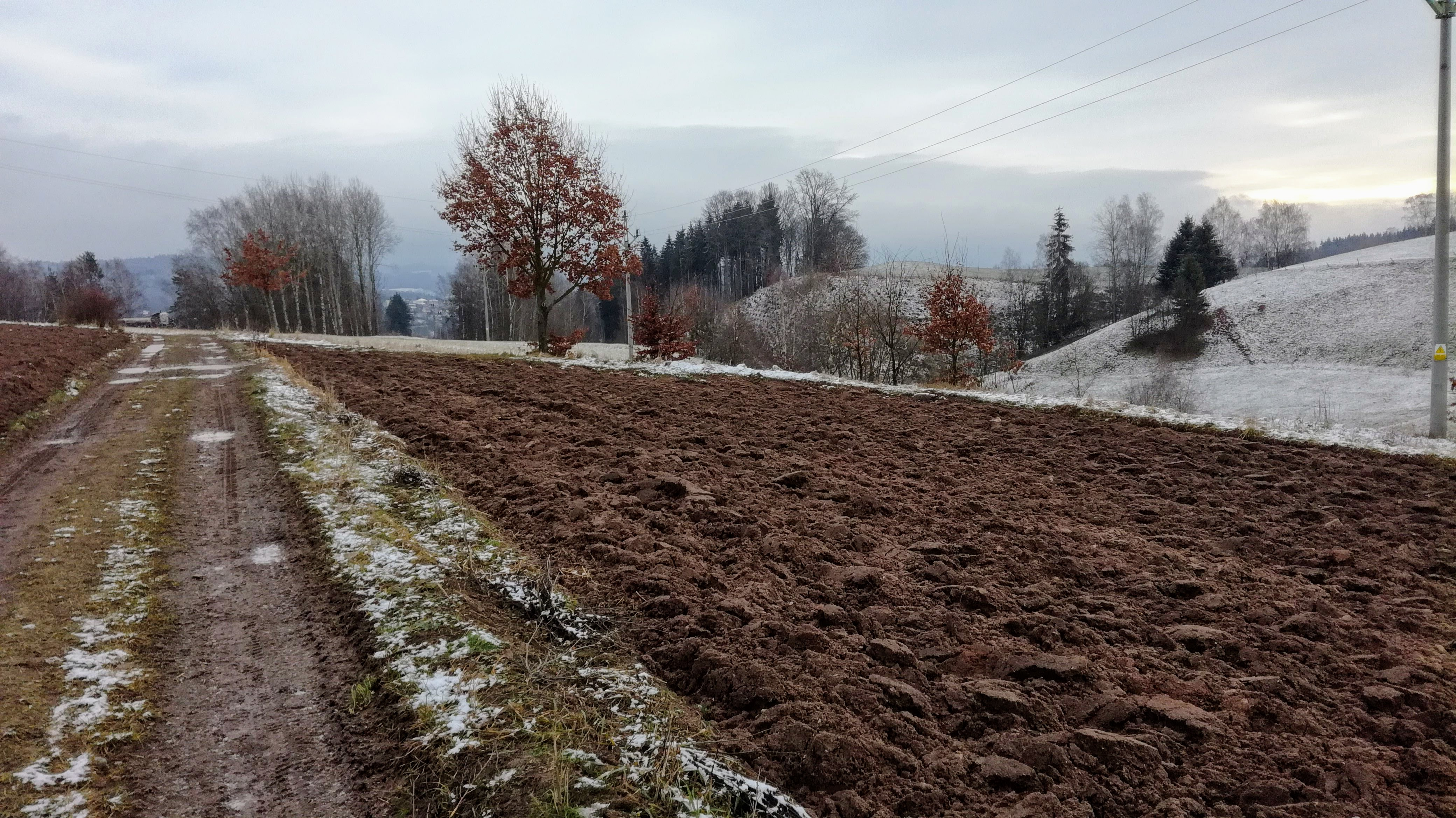
Hřbet Na Chlomku – vpravo u lesa kóta 421 m n. m. Hronovská
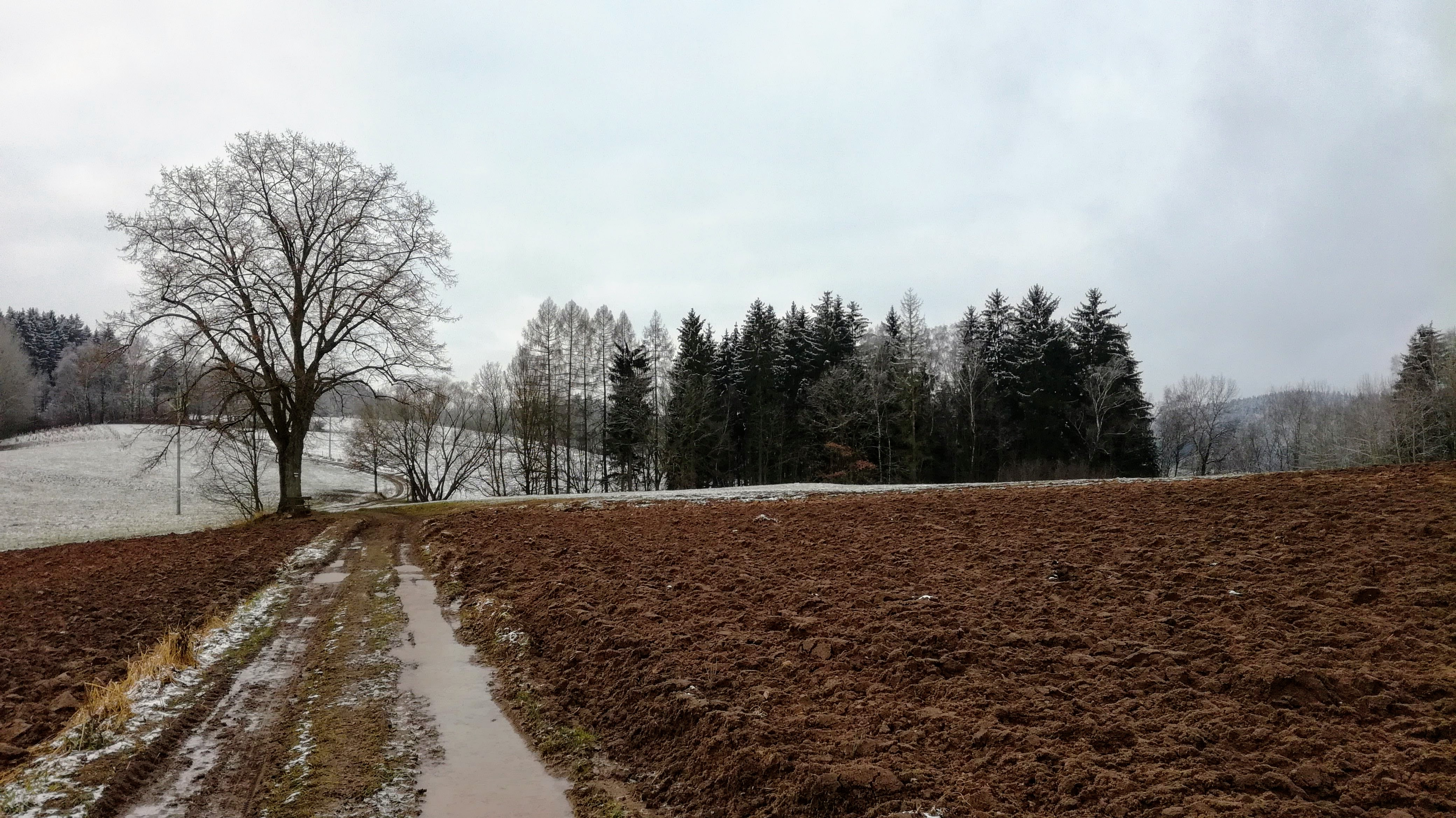
Cesta od Chlomku ke Končinskému kopci
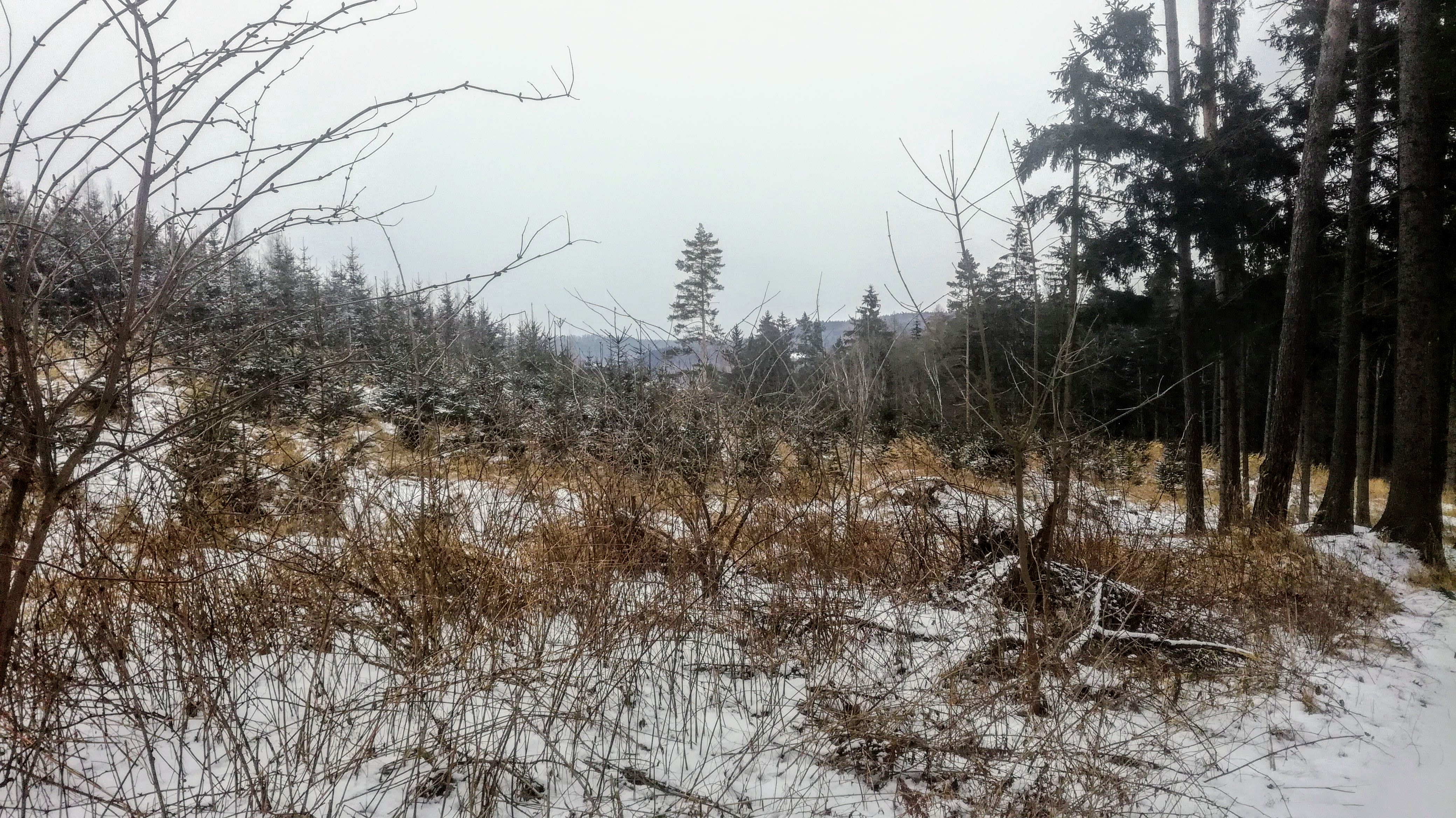
Červenokostelecká pahorkatina, Jiráskova cesta červená  nad Hronovem, Drážní – průhled na Jestřebí hory
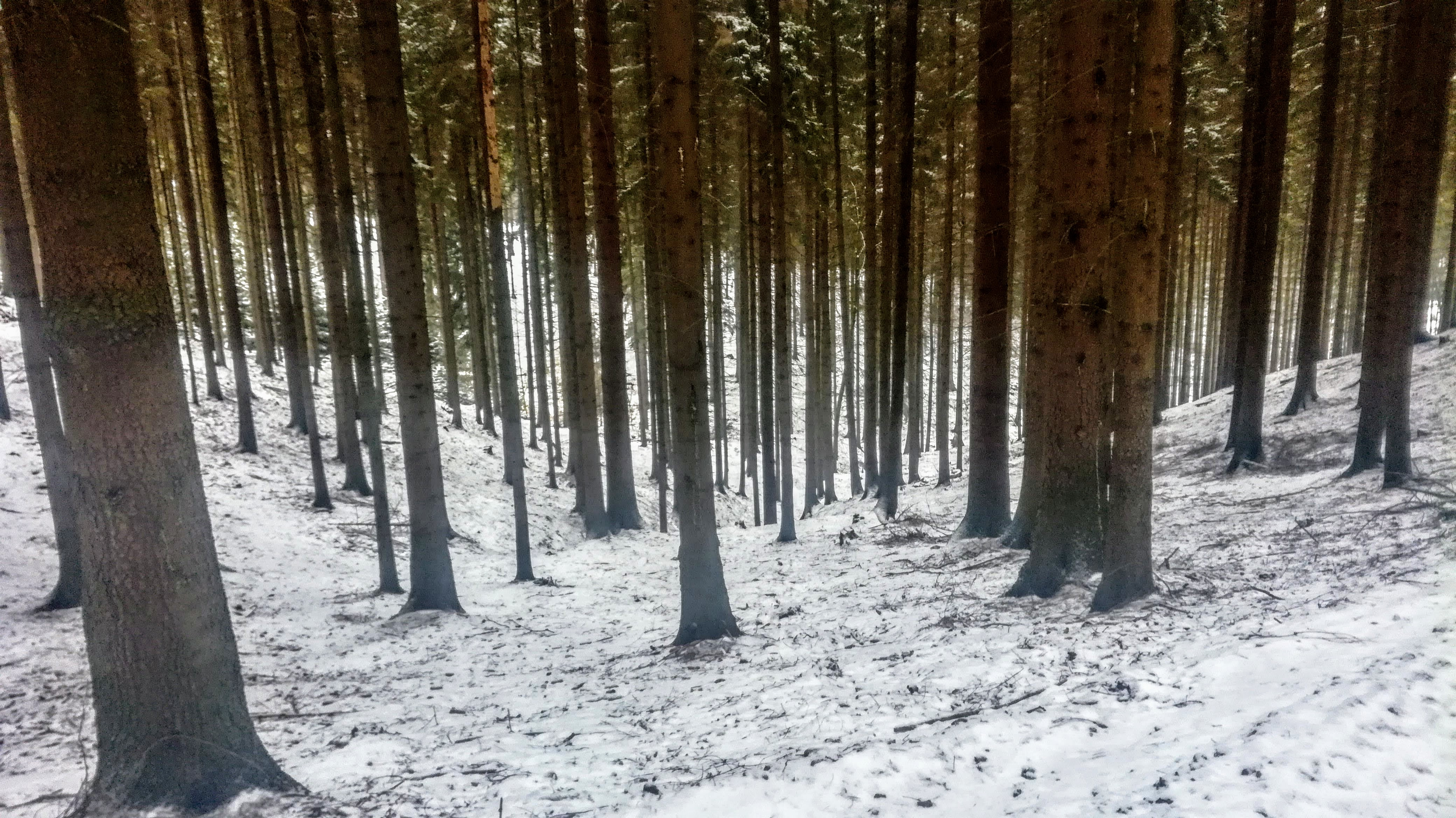
Východní úbočí Červenokostelecké pahorkatiny cestou po žluté  od Signálu do Velkého Poříčí
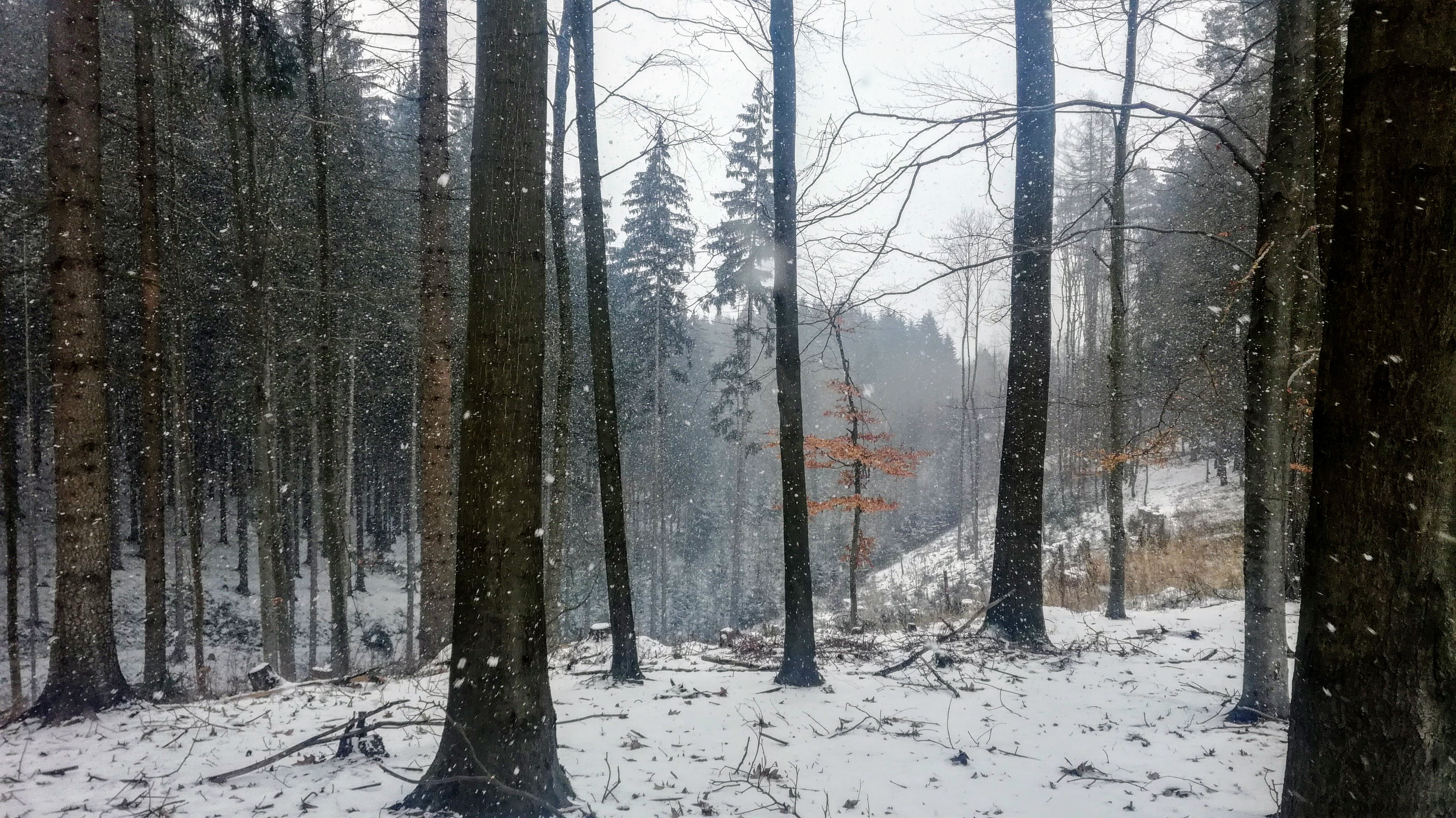
Červenokostelecká pahorkatina – Pustiny nad Velkým Poříčím – po žluté  od Signálu
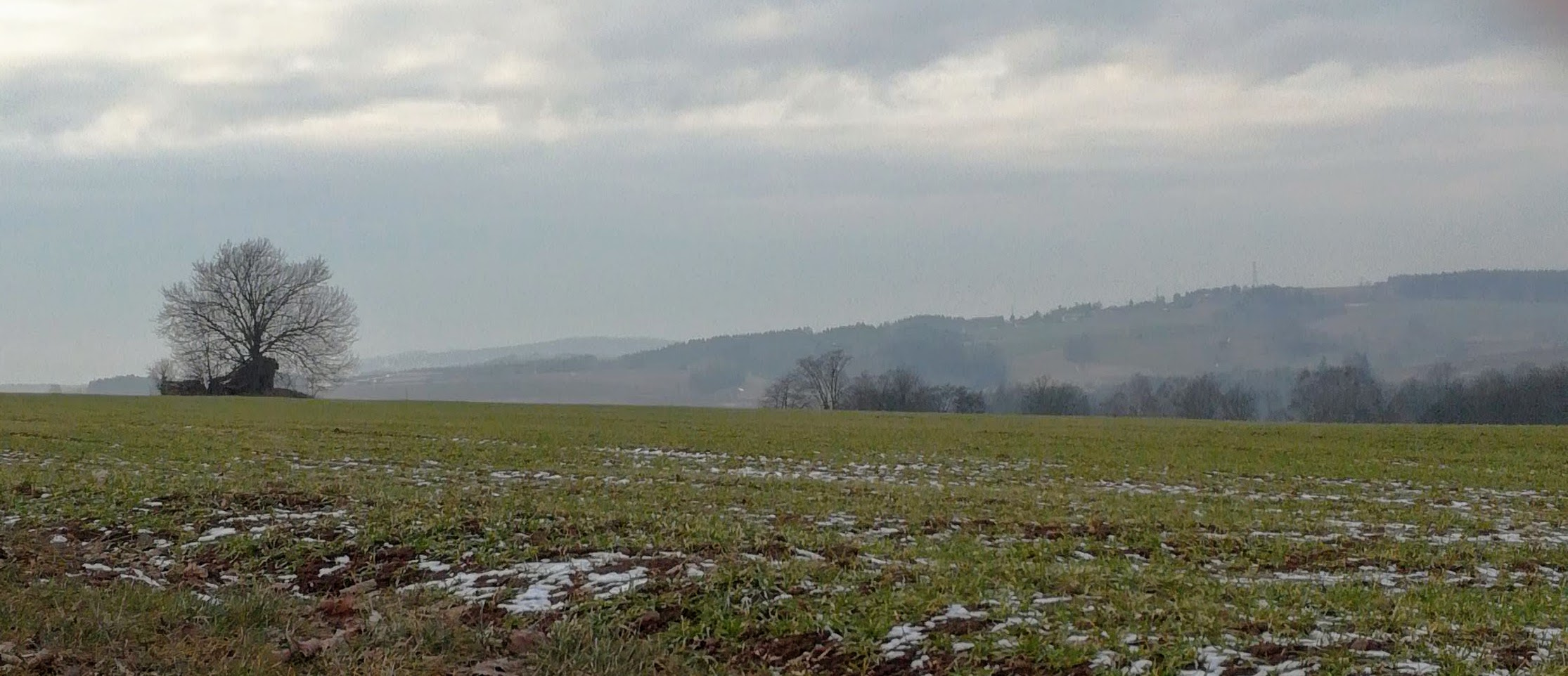
Červenokostelecká pahorkatina: Pohled z Roviny Na Vrších (500 m n. m.) ke Končinskému kopci (vpravo)
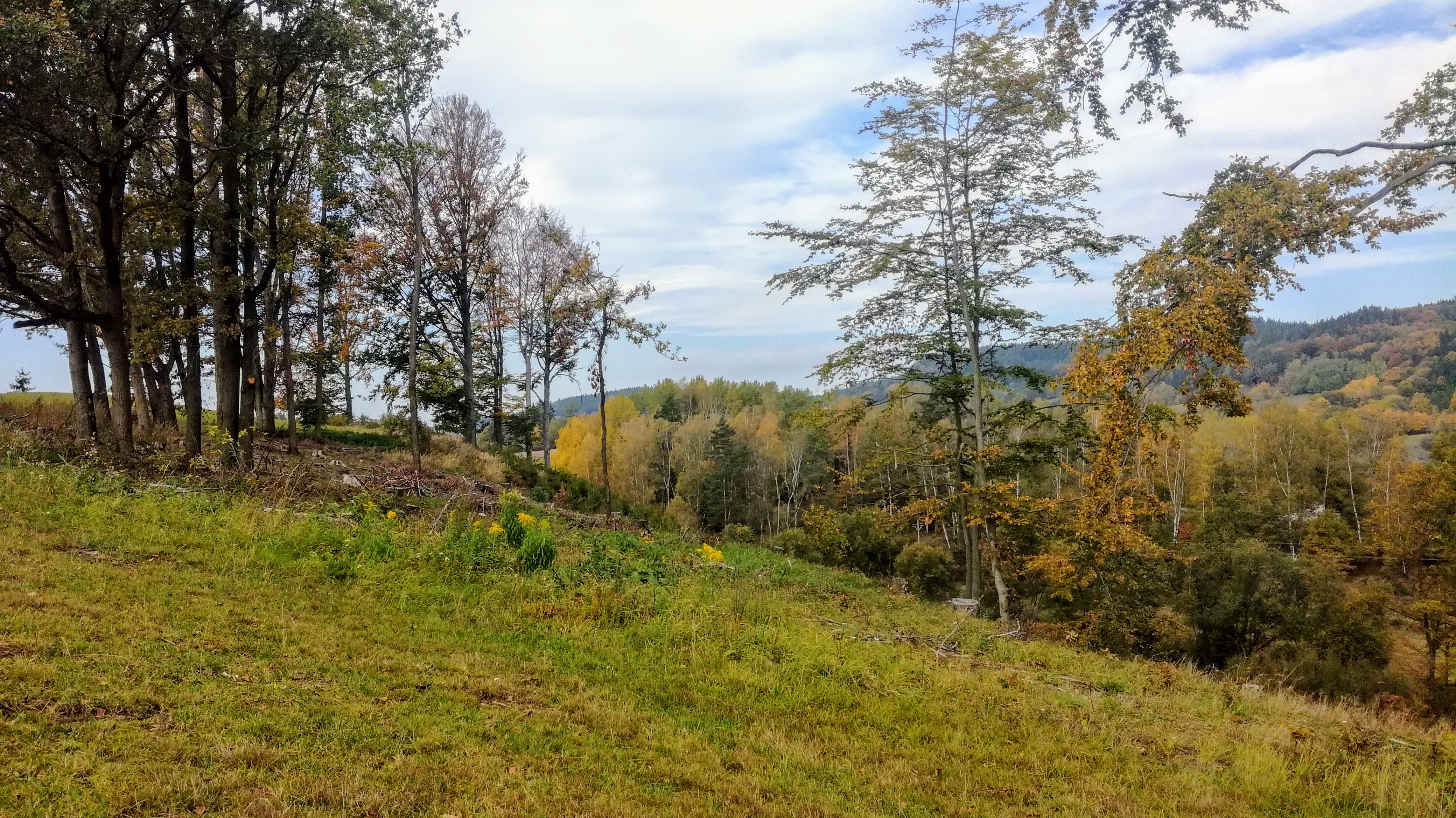
Malé údolí Stříbrného potoka pod Hronovskou strání (421 m n. m.) Červenokostelecké pahorkatiny
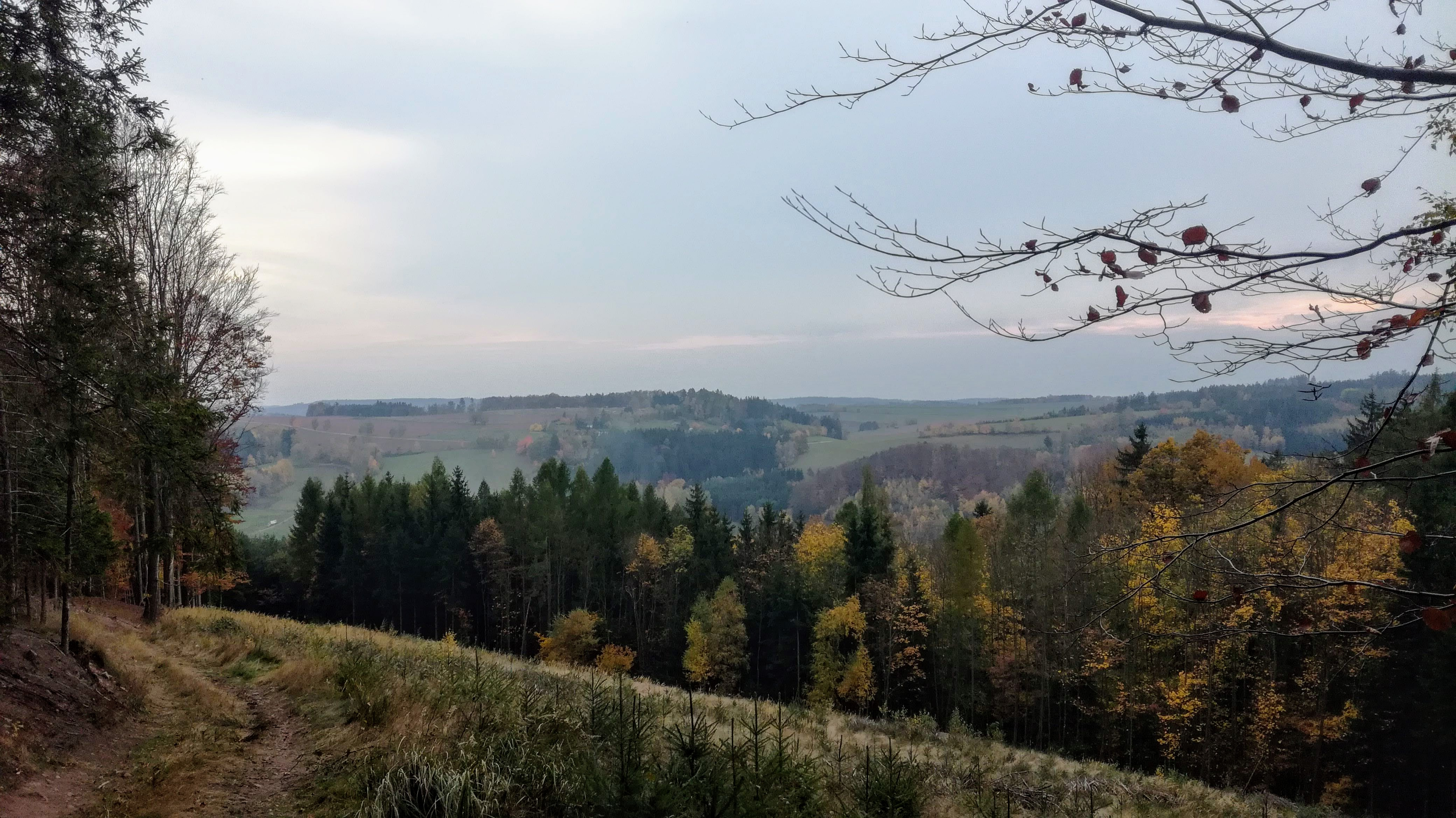
Zalesněný vrchol Hájek (497 m n. m.) v Červenokostelecké pahorkatině (záběr z úbočí Maternice (546 m n. m.)) v Jestřebích horách
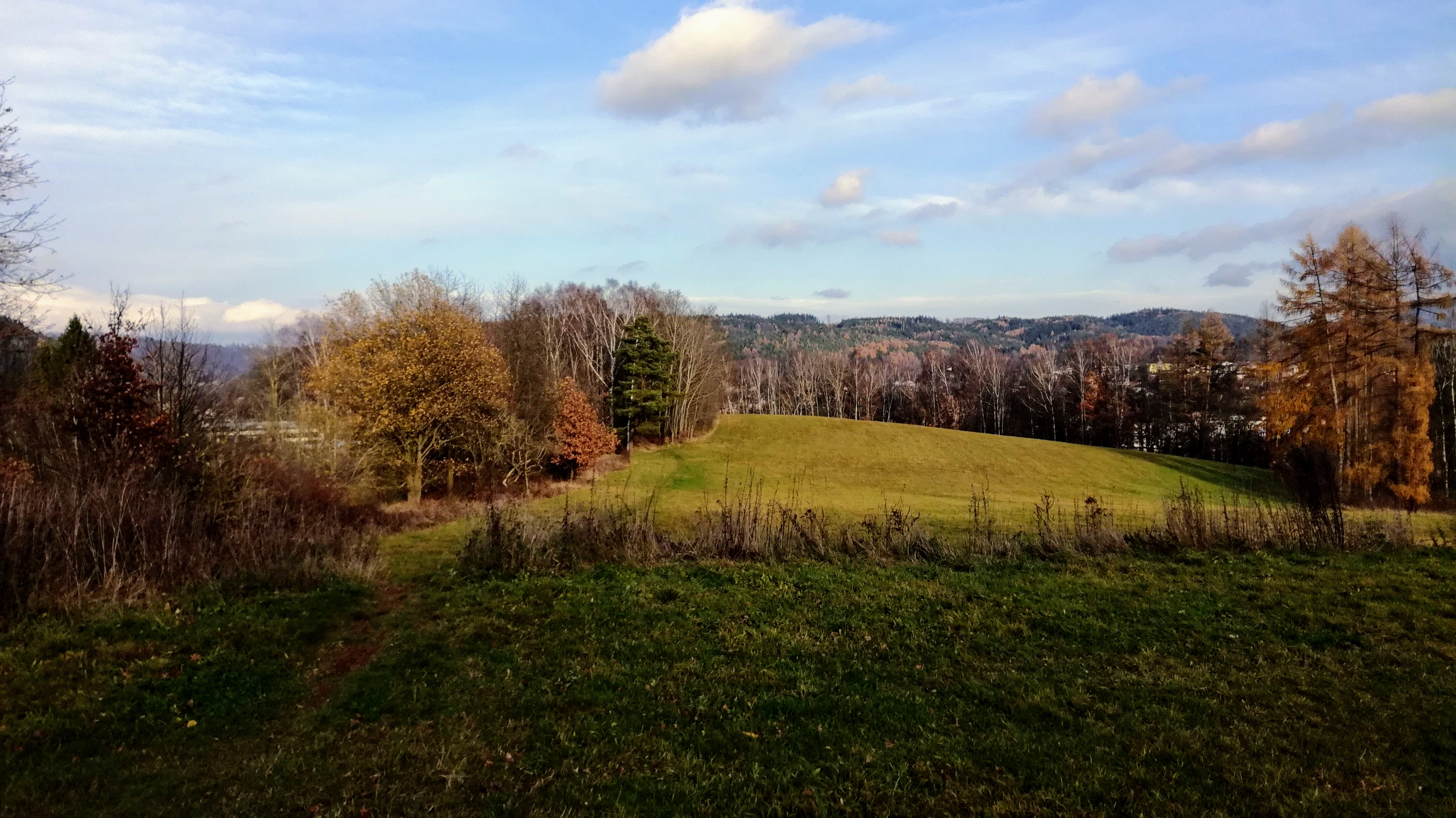
Vyvýšenina Chocholouš 401 n. m., v pozadí Jestřebí hory
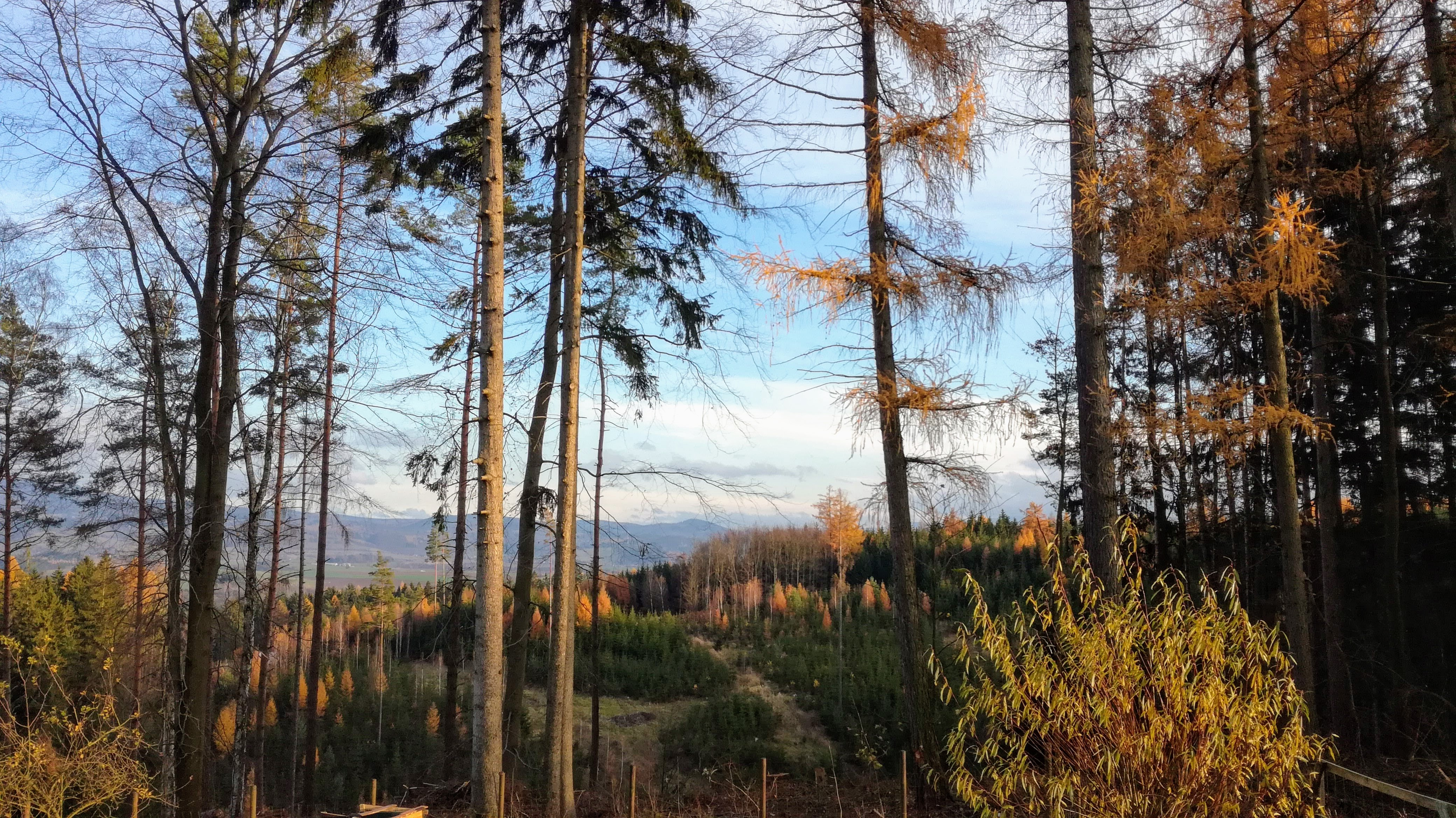
Údolí Port-Artur v Červenokostelecké pahorkatině mezi stráněmi Slavíkovská a Drážní, v pozadí Levínská vrchovina
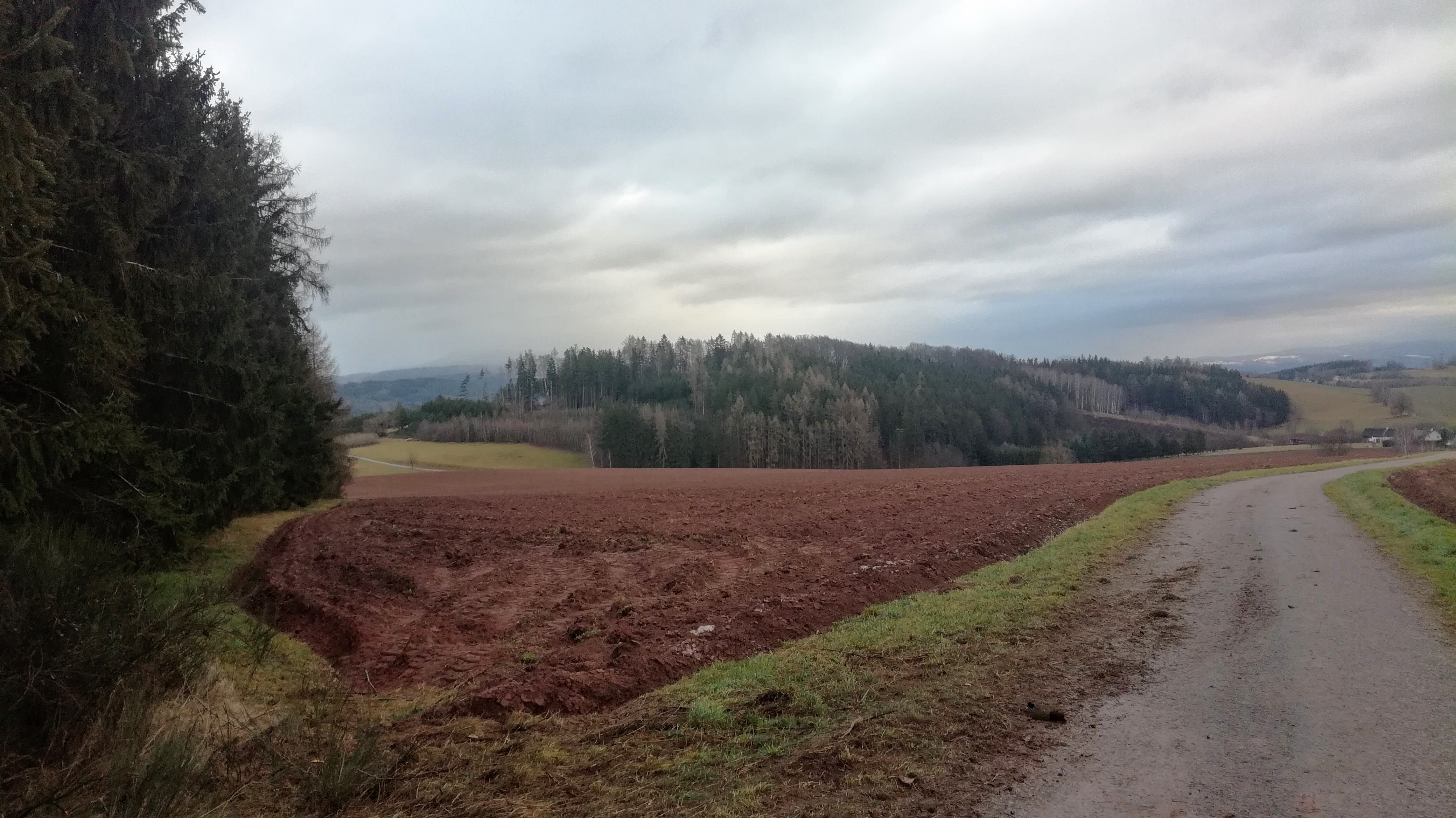
Vrch Hájek (497 m n. m.) od západu cestou z Končinského kopce do Horní Radechové
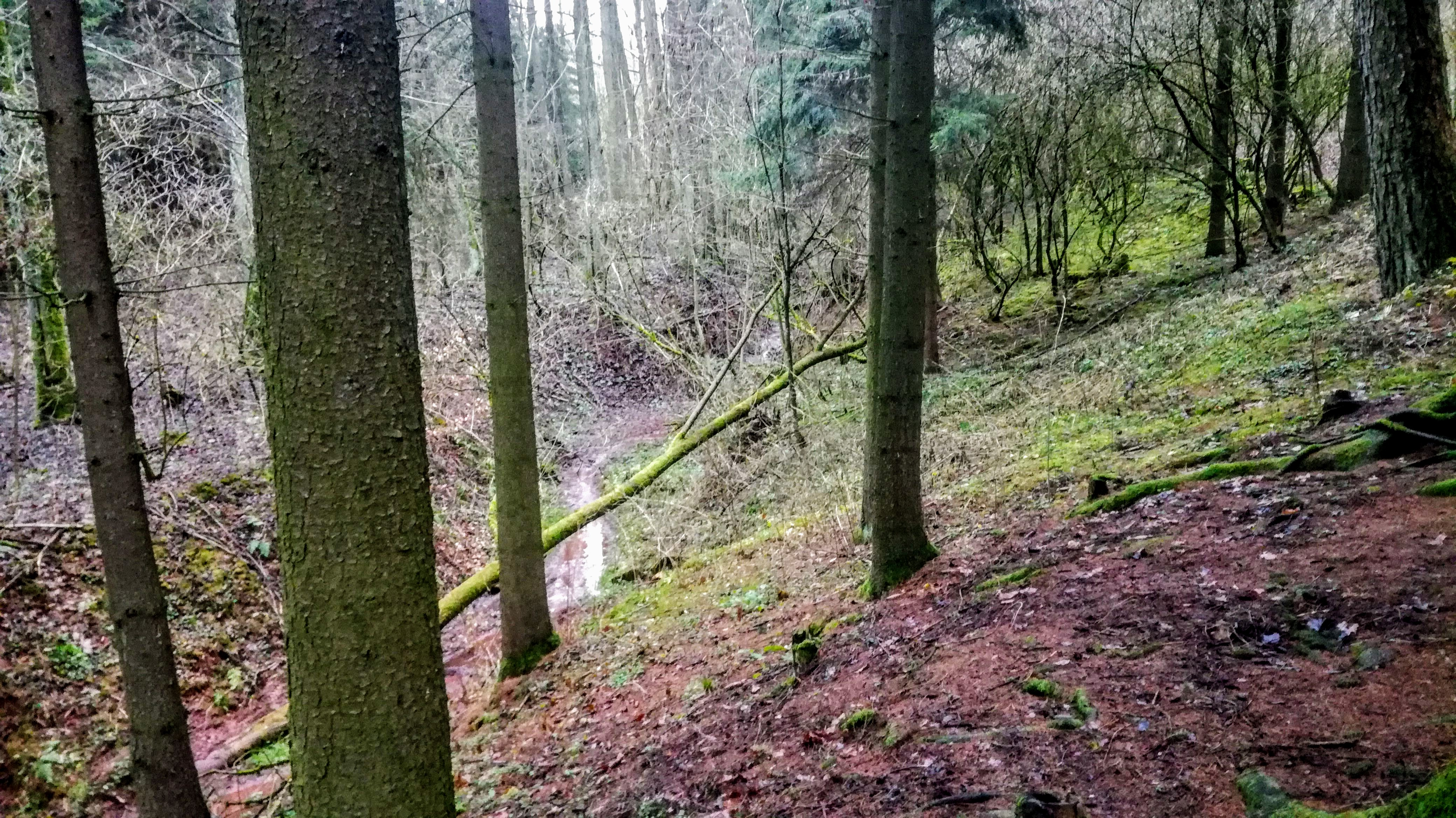
Cesta po žluté značce z Horní Radechové na Studýnka JZ od vrcholu Varta
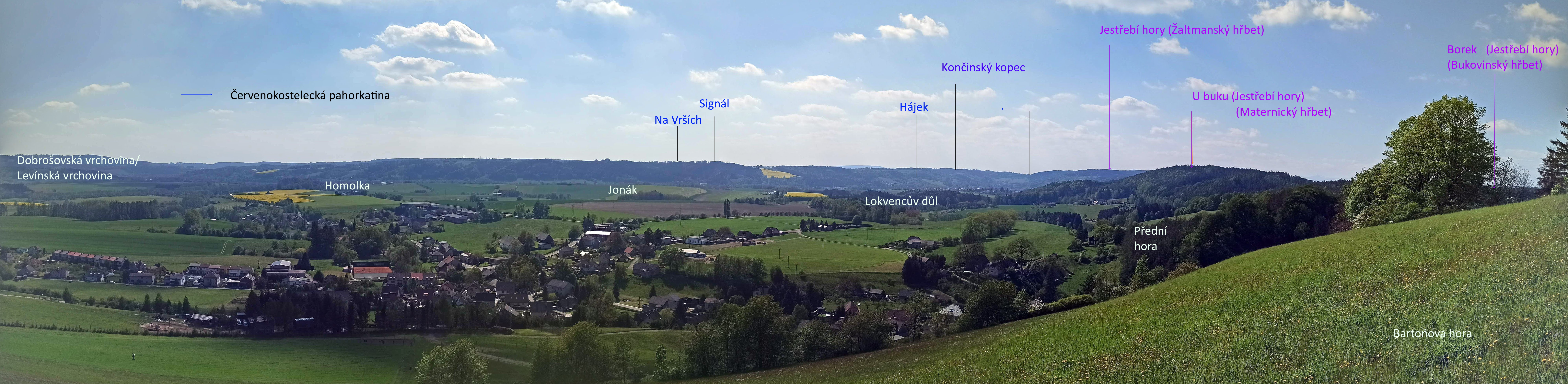
Panorama Červenokostelecké pahorkatiny z východu